# 만성 림프구성 백혈병
만성 림프모구 백혈병(Chronic lymphocytic leukemia, CLL)은 림프구의 악성화로 인해 생기는 원발성 만성 백혈병이다. 서양에서는 백혈병 중에서 가장 높은 유병률을 나타내고 있으나, 아시아 여러 국가에서는 흔하지 않다. 과거의 분류와 달리 WHO 분류법에서는 B 세포 유래 질환만 만성 림프모구 백혈병으로 분류된다.
만성 림프구성 백혈병은 골수가 너무 많은 림프구(백혈구의 일종)를 만드는 암의 한 유형이다. 초기에는 일반적으로 증상이 없다. 나중에 통증이 없는 림프절 부기, 피곤함, 열, 야간 발한 또는 뚜렷한 이유 없이 체중 감소가 발생할 수 있다. 비장 비대와 낮은 적혈구(빈혈)도 발생할 수 있다. 일반적으로 수년에 걸쳐 점진적으로 악화된다.
위험 요인에는 질병의 가족력이 포함되며, 만성 림프구성 백혈병 환자의 10%는 질병의 가족력이 있다. 고엽제, 특정 살충제에 대한 노출, 태양 노출, C형 간염 바이러스에 대한 노출 및 일반적인 감염도 위험 요인으로 간주된다. 만성 림프모구 백혈병은 골수, 림프절 및 혈액에서 B 세포 림프구의 축적을 초래한다. 이 세포는 제대로 기능하지 못하고 건강한 혈액 세포를 밀어낸다. 이 질환은 두 가지 주요 유형으로 나뉜다.
1. 변이된 IGHV 유전자를 가진 자
2. 해당 유전자가 없는 자[4]

진단은 일반적으로 많은 수의 성숙한 림프구 및 스머지 세포를 찾는 혈액 검사를 기반으로 한다.
무증상 사례의 초기 단계의 만성 림프구성 백혈병은 조기 개입 치료가 질병의 경과를 바꿀 수 있다는 증거가 없기 때문에 신중한 관찰을 진행한다. 면역 결함은 이 백혈병의 과정 초기에 발생하며 이는 항생제로 적절하게 치료해야 하는 심각한 감염이 발생할 위험을 증가시킨다. 심각한 증상이 있는 경우 화학 요법, 면역 요법 또는 화학 면역 요법을 사용할 수 있다. 개인의 나이, 신체 상태, del(17p) 또는 TP53 돌연변이 여부에 따라 다른 1차 치료가 제공될 수 있다. 2021년부터 이브루티닙 및 아칼라브루티닙과 같은 BTK 억제제가 만성 림프구성 백혈병의 1차 치료에 종종 권장된다. 플루다라빈, 시클로포스파미드, 리툭시맙 약물은 이전에 건강한 사람들에게 쓰였던 초기 치료 수단이었다.
이 질환은 2015년 전 세계적으로 약 904,000명에게 영향을 미쳤으며 60,700명이 사망했다. 2021년 미국에서 추정되는 발병률은 21,250건의 신규 사례와 4,320건의 사망이다. 이 질병은 시간이 지남에 따라 발생하는 유전적 돌연변이의 축적으로 인해 65세 이상의 사람들에게 가장 일반적으로 발생한다. 남성은 여성보다 약 2배 더 자주 진단된다(6.8 대 3.5 비율). 아시아 사람들에게는 훨씬 덜 일반적이다. 진단 후 5년 생존율은 미국에서 약 83%이다. 이는 암으로 인한 사망의 1% 미만을 나타낸다.